# Abdul-Wahab Abu Al-Hail
Abdul-Wahab Abu Al-Hail Labid (en árabe: عبدالوهاب ابولهیل‎), nacido el 21 de diciembre de 1976 en Bagdad, es un exfutbolista y entrenador de fútbol iraquí que jugaba en la posición de mediocampista. Actualmente es el entrenador del Naft Al-Janoob.

## Clubes
| Club               | País                   | Año       |
| ------------------ | ---------------------- | --------- |
| Al-Talaba          | Irak                   | 1993-1999 |
| Al-Ahli            | Líbano                 | 1999-2001 |
| Al-Shaab           | Emiratos Árabes Unidos | 2001-2002 |
| Al-Ahli            | Líbano                 | 2002-2003 |
| Al-Shaab           | Emiratos Árabes        | 2003      |
| Esteghlal Ahvaz FC | Irán                   | 2003-2006 |
| Sepahan FC         | Irán                   | 2006-     |